# 3830 Trelleborg
A 3830 Trelleborg (ideiglenes jelöléssel 1986 RL) a Naprendszer kisbolygóövében található aszteroida. Poul Jensen fedezte fel 1986. szeptember 11-én.